# Pocheon-dong
Pocheon-dong (koreanska:포천동) är en stadsdel i staden Pocheon i provinsen Gyeonggi, i den norra delen av Sydkorea, 45 km norr om huvudstaden Seoul. Kommunens stadshus ligger i Pocheon-dong.